# Manuel Tarancón Fandos
Manuel Tarancón Fandos (Borriana, 4 de desembre de 1954 - València, 10 de febrer de 2004) fou un polític valencià. Llicenciat en Filosofia i Lletres i amb la carrera de funcionari al Ministeri de Treball i Seguretat Social des de 1985.
Començà en política, el 1976, al Partit Demòcrata Liberal que després s'integrà a l'UCD, sent Secretari provincial de Castelló d'aquest darrer partit. Participà en la redacció de l'Estatut d'Autonomia de la Comunitat Valenciana com a membre de la direcció regional d'UCD. Fou tinent d'alcalde de l'ajuntament de Borriana entre 1979 i 1982, any que ingressà al Consell preautonòmic d'Enric Monsonís com a Conseller d'Agricultura, Pesca i Alimentació, fins a 1983.
El 1985 passa a militar al partit Aliança Popular, que després passaria a ser nomenat Partit Popular. D'aquesta manera aconsegueix ser regidor a l'Ajuntament de València, ostentant el càrrec de Tinent d'Alcalde al govern municipal de Rita Barberà, entre 1991 i 1995. Entre juliol del 1995 i gener del 1999, ocuparia la presidència de la Diputació Provincial de València, destacant com a importants llegats culturals a la institució la inauguració del Museu Valencià de la Il·lustració i de la Modernitat (MUVIM) o la rehabilitació del monestir de Sant Miquel dels Reis (València) per a convertir-lo en seu de la Biblioteca Valenciana.
El 1999 és cridat pel president de la Generalitat Valenciana, Eduardo Zaplana, per a ocupar la cartera de la Conselleria d'Educació, Cultura i Ciència. A les eleccions de juny de 1999 aconsegueix l'acta de diputat a les Corts Valencianes pel PP, i continua la seua tasca a la conselleria fins a juny de 2003. En aquesta etapa se'l reconeix per l'esforç per completar i millorar l'estructura educativa del País Valencià, mitjançant la creació de l'empresa pública CIEGSA, encarregada de la construcció de centres escolars. També participà en la creació de l'Acadèmia Valenciana de la Llengua o la Direcció General del Llibre. Per contra, fou l'artífex de l'extinció de la prestigiosa Institució Valenciana d'Estudis i Investigació (IVEI).
Tarancón Fandos morí el 10 de febrer de 2004 a l'edat de 49 anys, després d'una llarga malaltia, sent diputat a les Corts Valencianes. Era nebot del cardenal Vicent Enrique i Tarancón.